# Àstika i Nàstika
Àstika (en sànscrit: आस्तिक) és un adjectiu que significa "creient en la tradició vèdica" i en sentit figurat "ortodox". És un concepte que descriu les escoles tradicionals de pensament hindú que accepten els vedes com a Text sagrat. Per contraposició nàstika (नास्तिक) significa "no creient especialment de l'autoritat dels vedes" i en sentit figurat "heterodox" si no reconeixen els vedes. Per aquesta definició, nyāyá, vaiśeṣika, sāṃkhya, ioga, mīmāṃsā i vedānta es classifiquen com a escoles àstika, mentre que cārvāka, ājīvika, el jainisme i el budisme es consideren nàstika.

## Àstika
Moltes tradicions intel·lectuals índies van ser codificades durant el període medieval a una llista estàndard de sis sistemes ortodoxes o ṣunḍdarśanas (també lletrejat Sad Darshan), que citen els Veda com a font d'autoritat. Són classificades com escoles āstika:
1. Nyaya (nyāya), escola de lògica.
2. Vaixesika (vaiśeṣika), escola atomista.
3. Samkhya (sāṃkhya), escola d'enumeració.
4. Ioga (yóga), l'escola de Patanjali (que assumeix la metafísica de samkhya).
5. Mimamsa (mimāṃsā), tradició d'exegesi dels Veda.
6. Vedanta (o uttara mimāṃsā), radició del Upanixad.

Sovint són agrupades en tres grups per raons històriques i conceptuals: Nyāyá-Vaiśeṣika, Sāṃkhya-Ioga, i Mimāṃsā-Vedanta.

## Nàstika
Les escoles principals de filosofia índia que no basa les seves creences en els Vedes va ser considerades com a heterodoxes:
1. Budisme
2. Jainisme
3. Carvaka
4. Ajivika

## Transliteració y pronunciació
- āstika y nāstika, en el sistema AITS (alfabet internacional per a la transliteració del sànscrit).
- आस्तिक y नास्तिक escriptura devanagari del sànscrit.
- Pronunciació: /aastíka/ y /naastíka/.[6]